# Савино (Стоянцевское сельское поселение)
Савино — опустевшая деревня в Кимрском районе Тверской области. Входит в состав Стоянцевского сельского поселения.

## География
Находится в юго-восточной части Тверской области на расстоянии приблизительно 31 км на запад-северо-запад по прямой от районного центра города Кимры в левобережной части района.

## История
Известна была с 1628 года как пустошь, владение патриарха Филарета. В 1780-х годах уже деревня с 3 дворами, в 1806 году — опустела. В 1859 году здесь (деревня Корчевского уезда Тверской губернии) было учтено 4 двора, в 1887 — 27.

## Население
Численность населения: 10 человек (1780-е годы), 40 (1859 год), 148 (1887), 0 как в 2002 году, так и в 2010.